# Domaine de Yakami
Le domaine de Yakami (八上藩, Yakami-han) est un domaine féodal japonais de l'époque d'Edo situé dans la province de Tamba, maintenant Sasayama, préfecture de Hyōgo. Il est dirigé par Maeda Shigekatsu (un des fils de Maeda Gen'i) puis par Matsudaira Yasushige, chef du clan Matsui-Matsudairai. Le domaine est aboli en 1609.

## Source de la traduction
- (en) Cet article est partiellement ou en totalité issu de l’article de Wikipédia en anglais intitulé « Yakami Domain » (voir la liste des auteurs).